# فاسيليداس
 فاسيليداس  (جعزية : ፋሲልደስ) ويعرف بلقبه الإمبراطوري  علم سقد  وتعني «الذي يسجد له العالم». (1603 - 8 أكتوبر 1667). كان إمبراطور إثيوبيا من 1632 وحتى وفاته عام 1667.